# 桜井純
J・J・サクライ（Jun John Sakurai）こと桜井 純（さくらい じゅん、1933年1月31日 - 1982年11月1日）は、日本出身のアメリカ合衆国の理論物理学者（素粒子物理学者）である。
コーネル大学の大学院生だったときに、弱い相互作用のV−A理論を独自に発見した。Modern Quantum Mechanics、Invariance Principles and Elementary Particles、Advanced Quantum Mechanicsなどの大学院生向けの教科書を執筆した。

## 生涯
1933年に東京都で生まれる。日本の新制高校に在学中の1949年に留学生選抜試験に合格してアメリカに渡り、セントルイスのトマス・ジェファーソン高校に入学。翌年、ニューヨークのブロンクス科学高校に転校し、1951年に卒業。1955年、ハーバード大学を最優等で卒業し、コーネル大学大学院に入学。コーネル大学在学中に弱い相互作用の理論を提案した。1958年、コーネル大学でPh.D.を取得。プリンストン高等研究所でのポスドク生活を経て、1959年にシカゴ大学の助教授となり、1964年に教授となった。1970年にカリフォルニア大学ロサンゼルス校へ転任し、亡くなるまで在籍した。1982年、欧州原子核研究機構（CERN）滞在中にジュネーブで亡くなった。享年49歳。

## 業績
大学院生のとき、彼はロバート・マーシャク、ジョージ・スダルシャン、リチャード・ファインマン、マレー・ゲルマンとは独立に、弱い相互作用のV-A理論を提案した。1960年、アーベルおよび非アーベル（ヤン＝ミルズ理論）ゲージ不変性に基づく強い相互作用の理論に関する論文を発表した。その論文において、彼はハドロン動力学のベクトル中間子支配モデルの先駆者でもあった。

## 教科書
論文のほか。Invariance Principles and Elementary Particles（1964年）、Advanced Quantum Mechanics（1967年）、Modern Quantum Mechanicsなど数冊の教科書を執筆した。Modern Quantum Mechanicsは彼の急逝により未完のままだったが、彼の妻と同僚のSan Fu Tuanの支援により完成した。Modern Quantum Mechanicsは彼の最も有名な著書であり、現在でも大学院生向けの教科書として広く使用されている。

## 論文・著書
- Invariance Principles and Elementary Particles, (Princeton University Press, 1964) .
- Advanced Quantum Mechanics, (Addison Wesley, 1967).
- Sakurai, J. J, and Jim Napolitano. Modern Quantum Mechanics. 2nd ed., Cambridge University Press, 2017. ISBN 978-1108422413.
- 桜井明夫訳『現代の量子力学』(物理学叢書)（吉岡書店、1989年）ISBN 978-4842702223, 978-4842702254．
  - J.J.Sakurai， Jim Napolitano　著 桜井明夫訳 『現代の量子力学 第2版』(物理学叢書)（吉岡書店、2014年）ISBN 978-4842703640, 978-4842703664.
  - J.J.Sakurai 著， Jim Napolitano　編著 桜井明夫訳 『現代の量子力学 第３版』(物理学叢書)（吉岡書店、2022年）上：ISBN 978-4842703763.
- 樺沢宇紀訳『上級量子力学〈第1巻〉輻射と粒子 』，『上級量子力学〈第2巻〉共変な摂動論』（丸善プラネット，2010年）